# Opłakiwanie Chrystusa (obraz Pietra Perugina)
Opłakiwanie Chrystusa (Pietà) – obraz malarza włoskiego, przedstawiciela szkoły umbryjskiej Pietro Perugino
Obraz został wykonany dla florenckiego klasztoru klarysek. Podczas wojen napoleońskich w 1799 roku obraz został wywieziony do Francji. W 1815 roku dzieło znalazło się w zbiorach Palazzo Pitti. 
Obraz przedstawia scenę opłakiwania Chrystusa przed złożeniem go do grobu. Takie wydarzenie nie jest opisane w Nowym Testamencie. Perugino przedstawił zmarłego Jezusa podtrzymywanego przez Józefa z Arymatei i Marię Magdalenę. Za rękę Jezusa trzyma Matka Boska. Nad kobietami stoi z uniesionymi rękami Maria Kleofasowa. Obok Marii po prawej stronie klęczy Maria Salome. U stóp również w pozycji klęczącej jest widoczna tajemnicza postać w turbanie owijająca ciało suknem. Na drugim planie po lewej stronie artysta umieścił św. Jana Ewangelistę a obok niego wdowę po Zebedeuszu ze złożonymi rękami. Z prawej stronie stoi Nikodem wskazujący na rany Chrystusa i rozmawiający ze starszym nieznanym mężczyzną. Postać młodego mężczyzny również nie jest rozpoznana.    

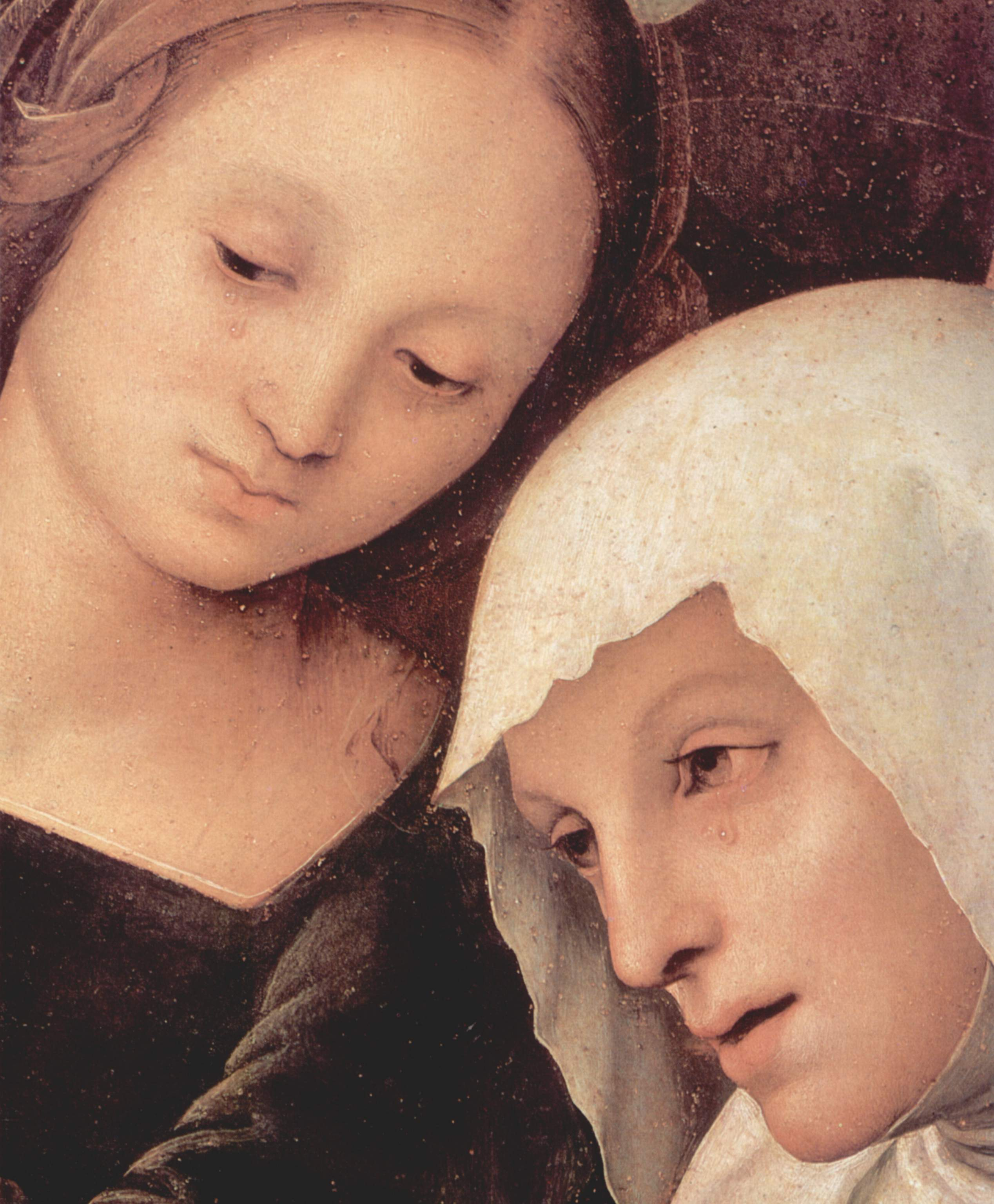
Fragment obrazu przedstawiający postacie Marii i Marii Magdaleny

Cała scena przedstawiona została w nowatorski sposób. Perugino połączył pierwszy plan na którym umieścił postacie z przestrzenną kompozycją krajobrazu. Nowym elementem wprowadzonym przez malarza, jest odtworzenie uczuć i reakcji postaci. Dzieło ma bardzo łagodną wymowę co zaowocowało zaproszeniem malarza jako jedynego artysty spoza Toskanii do prac przy dekoracji Kaplicy Sykstyńskiej. Uczeń Perugino - Rafael kilka lat później w 1507 roku namalował podobny obraz Złożenie do grobu wzorując się na tym dziele a głównie przenosząc obraz emocji wymalowany na twarzach zebranych.    